# Algecirasfördraget
Algecirasfördraget var slutdokumentet från Algeciraskonferensen – ett stormaktsmöte i den spanska staden Algeciras under månaderna jan-april 1906. Mötet sammankallades av sultan Abd-el-Asis på begäran av Tyskland som oroades över Spaniens, och främst Frankrikes inblandning i Marockos inre politik. I konferensen deltog Belgien, England, Frankrike, Italien, Nederländerna, Portugal, Spanien, Sverige, Tyskland, USA och Österrike-Ungern. 
Ett av konferensens viktigaste beslut var att i hamnarna (Tetuan, Tanger, el Araïsch, Rabat, Casablanca, Mazagan, Safi och Mogador) skulle, till en början för fem år, under sultanens suveräna auktoritet, men med franska och spanska instruktörer organiseras en polisstyrka, vars manskap och underbefäl skulle vara muslimska marockaner. Franska storbanker gavs så gott som fritt tillträde till Marockos statsfinanser. Vidare skulle ”utlänningar” äga rätt att i alla delar av Marocko förvärva fast egendom. Upprätthållandet av sultanens suveränitet och hans rikes integritet fastslogs samtidigt som det skulle råda ekonomisk frihet i Marocko för alla nationer. Formellt bevarades Marockos oberoende, men reellt kom landet att starkt stå under Frankrikes och delvis spanskt styre. (Se även Tangierkrisen)